# Ditaji Kambundji

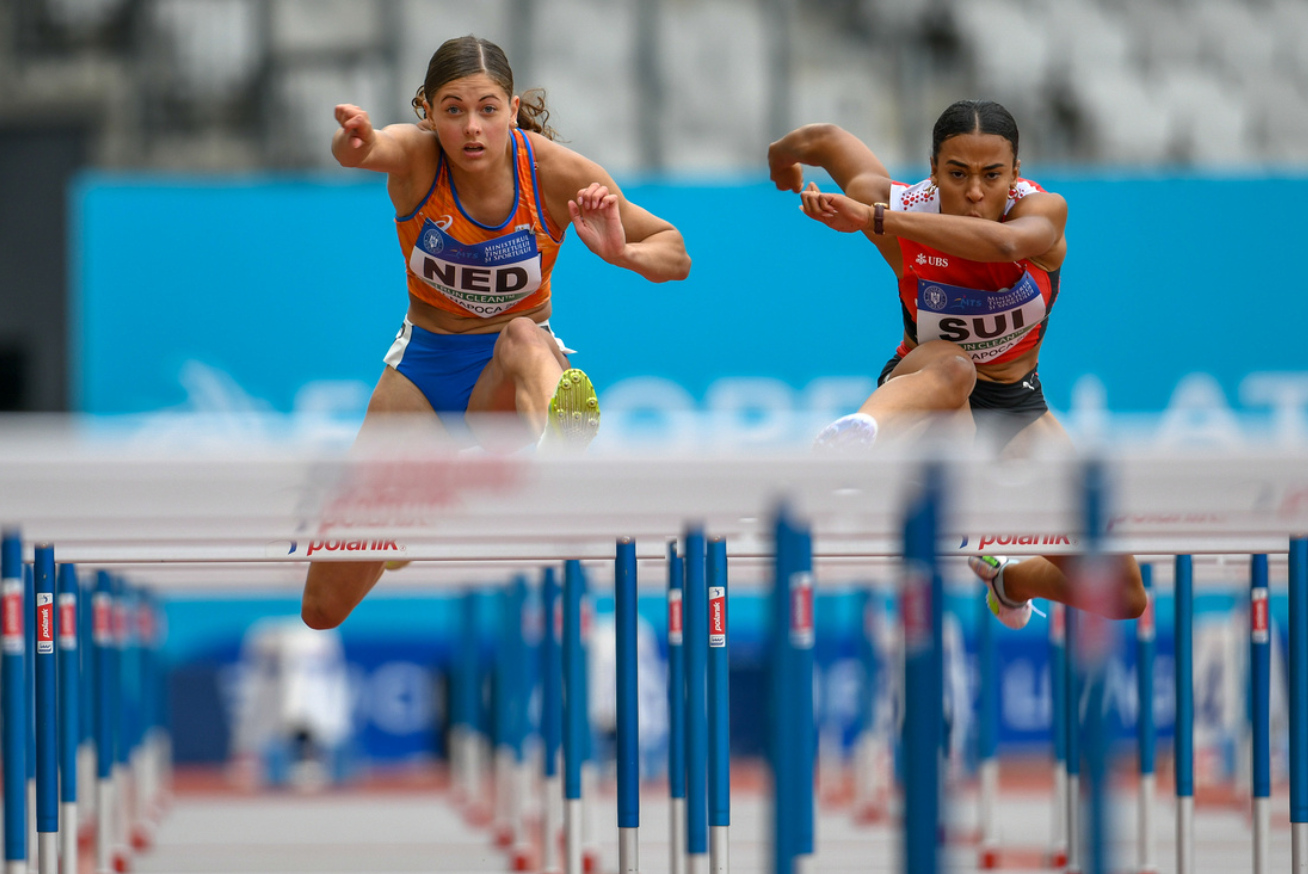
Ditaji Kambundji in gevecht met Zoë Sedney tijdens de EK voor landenteams in 2021.

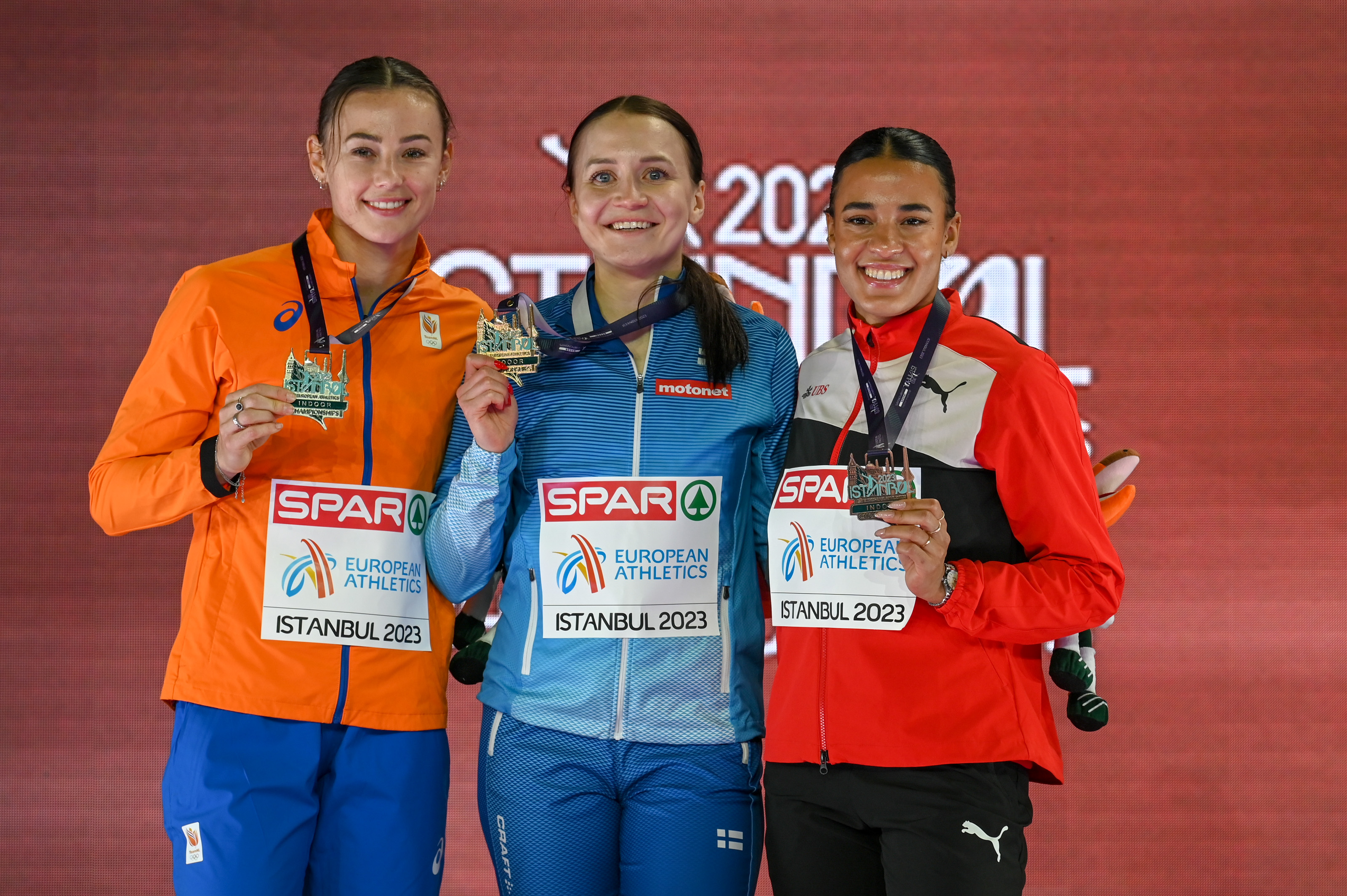
Podium van het EK indoor 2023 met vlnr; Nadine Visser, Reetta Hurske en Ditaji Kambundji.

Ditaji Kambundji (Bern, 20 mei 2002) is een Zwitserse atlete, die gespecialiseerd is in het hordelopen. Op de Europese indoorkampioenschappen van 2025 won Kambundji de 60 m horden in de Europese recordtijd van 7,67 s, een verbetering van het vorige record van Susanna Kallur uit 2008 met 0,01 seconde. Verder heeft Kambundji verschillende medailles verzameld op Europese- en wereldkampioenschappen en deelnames aan de Olympische Spelen van 2020 en 2024.

## Levensloop
Kambundji werd geboren als dochter van een Kongolese vader en een Zwitserse moeder. Zij is de jongste van vier kinderen en haar oudere zus is Mujinga Kambundji. 

### 2021
In 2021 bereikte Kambundji de halve finale op de Europese indoorkampioenschappen, waar ze op de 60 m horden werd uitgeschakeld met een tijd van 8,07 en in de voorronde een nieuw Zwitsers U20-record neerzette met een tijd van 8,05. In juli 2021 won ze op de Europese U20-kampioenschappen in Tallinn de 100 m horden in 13,03 en bereikte ze met het Zwitserse 4 × 100 m estafetteteam de finale, maar ze kon de race niet afmaken. Daarna deed ze mee aan de Olympische Spelen in Tokio en kwam op de 100 m horden met een tijd van 13,17 niet verder dan de series.

### 2022
Het jaar daarna deed Kambundji mee aan de 60 m horden op de wereldindoorkampioenschappen in Belgrado. Ze bereikte de finale, maar meer werd het niet. In de halve finale zette ze echter een nieuw Zwitsers indoorrecord neer met 7,89. Medio juni won ze de CITIUS Meeting in Bern in 12,77 en werd vervolgens in de halve finale van de wereldkampioenschappen in Eugene uitgeschakeld met een nieuw persoonlijk record van 12,70. Op de EK van 2022 behaalde ze vervolgens brons met een tijd van 12,74.

### 2023
Tijdens het indoorseizoen verbeterde Kambundji het Zwitserse indoorrecord op de 60 m horden naar 7,81 en won zij in maart op dit onderdeel tijdens de Europese indoorkampioenschappen de bronzen medaille in 7,91. In juni werd ze gediskwalificeerd op de 100 m horden in de eerste divisie van de Europese kampioenschappen voor teams, die plaatsvonden als onderdeel van de Europese Spelen. Begin augustus verbeterde ze op het CITIUS-treffen in Bern haar persoonlijk record eerst naar 12,51 en vervolgens naar 12,47. Daarmee verbeterde ze het Zwitserse record van Lisa Urech uit 2011 met meer dan een tiende van een seconde. Tijdens de WK in Boedapest werd zij vervolgens zevende in de finale van de 100 m horden in 12,70.

### 2024
Bij de Qatar Athletic Super Grand Prix in Doha werd er gewonnen in 12,49 en bij de Golden Spike Ostrava in 12,68. In juni won ze de zilveren medaille op de Europese kampioenschappen met een nieuw Zwitsers record van 12,40. In augustus werd Kambundji tijdens de Olympische Spelen in Parijs uitgeschakeld in de halve finale horden met een tijd van 12,68.

### 2025
Kambundji verbeterde het Zwitserse nationale record op de 60 m horden naar 7,80. Tijdens de Europese Indoorkampioenschappen werd zij kampioene met een Europees record van 7,67, tevens een kampioenschapsrecord. Ze volgde Susanna Kallur op als recordhoudster en staat op de derde plaats op de lijst van beste hordelopers aller tijden. Kort daarna won ze de zilveren medaille op de wereldindoorkampioenschappen in 7,73, achter de Bahamaanse Devynne Charlton.

## Kampioenschappen

### Internationale kampioenschappen
| Onderdeel   | Titel                    | Jaar |
| ----------- | ------------------------ | ---- |
| 60 m horden | Europees indoorkampioene | 2025 |

## Statistieken

### Persoonlijke records[2]
Outdoor
| Onderdeel    | Prestatie  | Wind (m/s) | Datum           | Plaats     |
| ------------ | ---------- | ---------- | --------------- | ---------- |
| 100 m        | 11,47 s    | +1,3       | 26 mei 2022     | Langenthal |
| 150 m        | 17,41 s    | +1,0       | 18 mei 2023     | Langenthal |
| 200 m        | 25,02 s    | +0,4       | 5 augustus 2020 | Langenthal |
| 100 m horden | 12,50 s NR | +0,8       | 8 juni 2024     | Rome       |

Indoor
| Onderdeel   | Prestatie | Datum            | Plaats     |
| ----------- | --------- | ---------------- | ---------- |
| 50 m horden | 6,77 s    | 13 februari 2025 | Liévin     |
| 60 m horden | 7,67 s ER | 7 maart 2025     | Apeldoorn  |
| 60 m        | 7,31 s    | 4 februari 2024  | Magglingen |

## Palmares

### 60 m horden
- 2021: 11e in halve finale EK indoor  – 8,07 s
- 2022: DNS in finale WK indoor – 12,70 s
- 2023:  EK indoor – 7,00 s
- 2025:  EK indoor – 7,67 s (ER)
- 2025:  WK indoor – 7,76 s

### 100 m horden
- 2021: 33e in series OS  – 13,17 s
- 2022: 13e in de halve finale WK – 12,70
- 2022:  EK – 12,74 s (PB)
- 2023: DQ Europese Spelen
- 2023: 7e WK – 12,70 s
- 2024:  EK – 12,40 s
- 2024: 14e in de halve finale OS  – 12,68 s